# パリー・オブライエン
パリー・オブライエン（William Patrick "Parry" O'Brien, 1932年1月28日 - 2007年4月21日）は、アメリカ合衆国カリフォルニア州サンタモニカ出身の砲丸投選手。1952年ヘルシンキオリンピックから4大会連続でオリンピックに出場し、通算で2つの金メダルと1つの銀メダルを獲得した選手である。
オブライエンが考え出した、投げる方向に向かって背を向けた姿勢から準備動作に移る投法（グライド動作を用いた投法）は「オブライエン投法」とも呼ばれる。彼はこの投法で1953年にはじめて18mの壁を突破し、自身初となる18.00mの世界新記録を樹立。1956年には19mも突破し、1959年までに15回の世界記録を達成した。この投法はその後普及してゆき、現在では回転投法とともに砲丸投の標準的な投法となっている。
1959年にジェームスサリバン賞を受賞。1964年東京オリンピックではアメリカ選手団の旗手を務めた。1966年に引退。
1990年代に水泳を始めたが、2007年4月21日、マスターズ水泳の500ヤード自由形に参加中、心臓発作を起こし75歳で死去した。

## 主な成績
| 年   | 大会                   | 場所                         | 種目   | 結果 | 記録   |
| ---- | ---------------------- | ---------------------------- | ------ | ---- | ------ |
| 1952 | ヘルシンキオリンピック | ヘルシンキ（フィンランド）   | 砲丸投 | 1位  | 17.41m |
| 1955 | パンアメリカンゲームズ | メキシコシティ（メキシコ）   | 砲丸投 | 1位  | 17.59m |
| 1955 | パンアメリカンゲームズ | メキシコシティ（メキシコ）   | 円盤投 | 2位  | 51.07m |
| 1956 | メルボルンオリンピック | メルボルン（オーストラリア） | 砲丸投 | 1位  | 18.57m |
| 1959 | パンアメリカンゲームズ | シカゴ（アメリカ合衆国）     | 砲丸投 | 1位  | 19.04m |
| 1959 | パンアメリカンゲームズ | シカゴ（アメリカ合衆国）     | 円盤投 | 3位  | 51.84m |
| 1960 | ローマオリンピック     | ローマ（イタリア）           | 砲丸投 | 2位  | 19.11m |
| 1964 | 東京オリンピック       | 東京（日本）                 | 砲丸投 | 4位  | 19.20m |